# Indisches Filmfestival Stuttgart

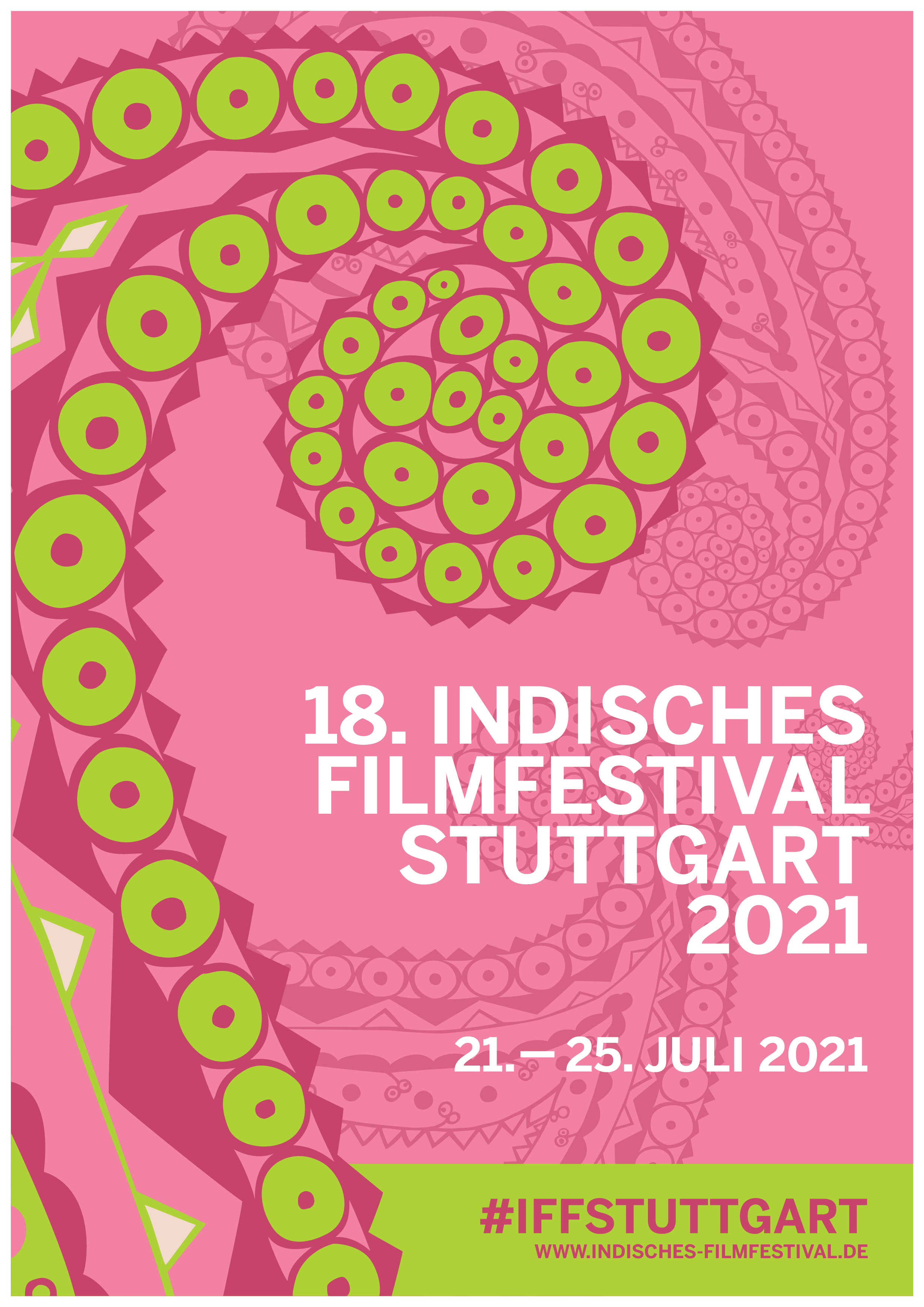
Festivalplakat 2021

Das Indische Filmfestival Stuttgart (IFF) ist eines der größten indischen Filmfestivals in Europa. Es wird seit 2004 jährlich fünftägig im Juli vom Filmbüro Baden-Württemberg veranstaltet. Der Vorsitzende des Filmbüros, Oliver Mahn, ist zugleich der langjährige Festivalleiter des IFF. Das Filmfestival spiegelt die wachsende Internationalisierung indischer Filme ebenso wider wie das Interesse für die indische Kultur in Deutschland.

## Geschichte

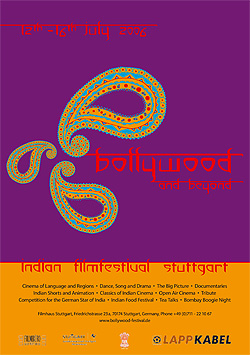
Festivalplakat Bollywood and beyond 2006

Den Anstoß für das Festival gab der Besuch einer Stuttgarter Wirtschaftsdelegation mit dem Oberbürgermeister Wolfgang Schuster und dem indischen Honorarkonsul Andreas Lapp im indischen Mumbai, zugleich Sitz der indischen Filmbranche. Mit dieser Stadt ist Stuttgart seit 1968 durch eine Städtepartnerschaft verbunden. Im Rahmen dieses Besuches wurde auch der Medien- und Filmstandort Region Stuttgart und Baden-Württemberg präsentiert. Dabei wurde die Idee entwickelt, ein indisches Filmfestival zu gründen. Hauptsponsor ist seitdem die Lapp Holding. Die Städtepartnerschaft prägt bis heute das Festival.
Bis 2011 hieß das Festival Bollywood and beyond. Die Namensänderung soll verdeutlichen, dass im Festivalprogramm nicht primär die als „Bollywood“ bezeichneten Mainstream-Hindi-Filmproduktionen, sondern aktuelle Filmproduktionen aus allen Regionen des Subkontinents gezeigt werden.

## Filme
Im Mittelpunkt des Festivals stehen Filme, die das indische Kino in seiner ganzen Bandbreite präsentieren. Entsprechend enthält das Festivalprogramm klassische Bollywood-Produktionen, zeigt aber darüber hinaus Filme aus allen Regionen und Landesteilen Indiens. Denn neben den großen Bollywood-Produktionen bietet die indische Filmlandschaft auch ambitionierte Independent-, Dokumentar- und Kurzfilme, die einen differenzierten und durchaus kritischen Blick zeigen. Hierbei handelt es sich häufig um klassische Arthouse-Produktionen, die das Leben und die Probleme der Menschen in Indien porträtieren.

## Festivalprogramm
Neben der Filmvorführung sind zahlreiche Veranstaltungen Teil des Festivals, die das Filmprogramm thematisch begleiten und bereichern. Neben Partys informieren Teatalks (Gesprächsrunden) über wirtschaftliche und kulturelle Themen. Im Rahmenprogramm gibt es täglich auch ein Gericht des Tages oder ein Getränk des Tages, das mit Rezept und Videoanleitung präsentiert wird.
Das Festival richtet sich somit nicht nur an Filmfans, sondern auch an Indieninteressierte jeglicher Konvenienz.

## Besucherzahlen
Nach Angaben der Veranstalter zog das Filmfestival im Gründungsjahr 2004 etwa 3500 Besucher an. Jährlich besuchten etwa 7000 Fans der indischen Filmkultur das Festival.
Coronabedingt wurde das Festival 2020 und 2021 online durchgeführt. Die ca. 500 Festivalpasskäufer riefen etwa 5800-mal einen der Filmstreams ab.

## Preise
Im Wettbewerb um fünf Preise im Gesamtwert von € 7000 können Spielfilme, Kurzfilme und Dokumentarfilme eingereicht werden. Jeweils dreiköpfige Fachjuries, jährlich neu zusammengestellt, entscheiden über die Vergabe des German Star of India genannten Preises für den besten Spielfilm (€ 4000), den besten Dokumentarfilm (€ 1000) und den besten Kurzfilm (€ 1000). Die Auszeichnung für den Besten Spielfilm wird von Honorarkonsul Andreas Lapp übergeben. Der undotierte Directors Vision Award richtet sich an Regisseure, die in ihrem Filmbeitrag ambitioniert den Blick auf einen kulturellen, sozialen oder gesellschaftlichen Missstand richten. Der Publikumspreis (Audience Award), mit 1000 Euro dotiert, wird vom Publikum aus allen auf dem Festival gezeigten Filmen gewählt. In manchen Jahren gibt es lobende Erwähnungen in einzelnen Kategorien, die nicht dotiert werden.

## Preisträger

### German Star of India – Bester Spielfilm
- 2004: Schweigende Wasser – Khamosh Pani von Sabiha Sumar
- 2005: Hari Om von Bharat Bala (geb. Ganapathy Bharat)
- 2006: Mixed Doubles von Rajat Kapoor
- 2007: Apna Asmaan von Kaushik Roy
- 2008: Amal von Richie Mehta
- 2009: Tahaan von Santosh Sivan
- 2010: Vihir – The Well von Umesh Vinayak Kulkarni
- 2011: Udaan von Vikramaditya Motwane
- 2012: Kshay von Karan Gour
- 2013: Filmistaan von Nitin Kakkar
- 2014: Siddharth von Richie Mehta
- 2015: Court von Chaitanya Tamhane
- 2016: Thithi von Raam Reddy
- 2017: Loktak Lairembee - Lady of the Lake von Haobam Paban Kumar
- 2018: Ottamuri Velicham – Light in the Room von Rahul Nair
- 2019: Chippa von Safdar Rahman
- 2020: Eeb Allay Ooo! von Prateek Vats
- 2021: The Great Indian Kitchen von Jeo Baby

### German Star of India – Bester Kurzfilm
- 2007: The Heart Beat / Spandan von Saillesh Dupaare
- 2008: Blood Brothers von Vishal Bhardwaj
- 2009:
- 2010: Tanko Bole Chhe - The Stitches Speak von Nina Sabnani
- 2011: Tubelight ka Chaand von Shlok Sharman
- 2012: Café Regular, Cairo von Ritesh Batra
- 2013: Calcutta Taxi von Vikram Dasgupta
- 2014: Tamaash – The Puppet von Satyanshu Singh und Devanshu Singh
- 2015: Journey (Safar) von Pratyusha Gupta
- 2016: Leeches von Payal Sethi
- 2017: Azaad von Rahul V. Chittella
- 2018: Pawasacha Nibandh - An Essay of the Rain von Nagraj Manjule
- 2019: Nooreh von Ashish Pandey
- 2020: Natkhat - The Brat von Shaan Vyas
- 2021: Custody von Ambiecka Pandit

### German Star of India – Bester Dokumentarfilm
- 2007: Q2P von Paromita Vohra
- 2008: It's a boy von Vani Subramanian
- 2009:
- 2010: The great Indian Jugaad von Anandana Kapur
- 2011: It’s Cricket, no? von Sudhir Aggarwal
- 2012: The Markets
- 2013: Salma von Kim Longinotto
- 2014: Millions Can Walk von Christoph Schaub und Kamal Musale
- 2015: Newborns von Megha Ramaswamy
- 2016: Cecilia von Pankaj Johar
- 2017: The Cinema Travellers von Shirley Abraham und Amit Madheshiya
- 2018: Kho Ki Pa Lü - Up Down and Sideways von Anushka Meenakshi und Iswar Srikumar
- 2019: About Love von Archana Phadke
- 2020: [nicht vergeben]
- 2021: Watch Over Me von Farida Pacha

### Director’s Vision Award
- 2011: Arranged Happiness von Daniela Dar-Creutz
- 2012: Shala von Sujay S. Dahake und

Delhi in a Day von Prashant Nair
- 2013: Shahid von Hansal Mehta
- 2014: Lakshmi von Nagesh Kukunoor
- 2015: The Silence von Gajendra Ahire
- 2016: Die Zeit der Frauen – Parched von Leena Yadav
- 2017: A Billion Colour Story von Padmakumar Narasimhamurthy
- 2018: Love and Shukla von Siddartha Jatla
- 2019: The Last Color von Vikas Khanna
- 2020: Kumbalangi Nights von Madhu C. Narayanan
- 2021: Illiralare Allige Hogalaare von Girish Kasaravalli

### Publikumspreis
- 2007: Outsourced – Auf Umwegen zum Glück von John Jeffcoat
- 2008: Ore Kadal von Shyamaprasad
- 2009:
- 2010: Today's Special von David Kaplan
- 2011:
- 2012: Pad Yatra von Wendy J.N. Lee
- 2013: The Rajiini Effect von Kuvera und Nelson Sivalingam
- 2014: Astu von Sumitra Bhave und Sunil Sukthankar
- 2015: India's Daughter - Leslee Udwin
- 2016: Angry Indian Goddesses von Pan Nalin
- 2017: Mukti Bhawan - Hotel Salvation von Shubhashish Bhutiani
- 2018: Sisya - The Disciple von Saraswathi Balgam
- 2019: The Last Color von Vikas Khanna
- 2020: Uyare von Manu Ashokan
- 2021: The Tenant von Sushrut Jain